# Gromada Bojszowy
Gromada Bojszowy war eine Verwaltungseinheit in der Volksrepublik Polen zwischen 1954 und 1972. Verwaltet wurde die Gromada vom Gromadzka Rada Narodowa, dessen Sitz sich in Bojszowy befand und aus 24 Mitgliedern bestand.

Die Gromada Bojszowy gehörte zum Powiat Pszczyński in der Woiwodschaft Katowice (damals Stalinogród) und bestand aus der ehemaligen Gromadas Bojszowy, Bojszowy Nowe, Jedlina, Międzyrzecze und Świerczyniec der aufgelösten Gmina Bojszowy, sowie der Siedlung Kolonia Jajosty aus der Gromada Bijasowice aus der aufgelösten Gmina Bieruń Nowy.

Am 29. Dezember 1956 wurden die Dörfer Bojszowy Nowe und Świerczyniec aus der Gromada Bojszowy ausgegliedert und in die neu geschaffene Gromada Bojszowy Nowe
eingegliedert.

Die Gromada Bojszowy wurde am 31. Dezember 1972 aufgelöst und die Gmina Bojszowy wurde reaktiviert.